# Stein Eriksen
Stein Eriksen, född 11 december 1927 i Oslo, död 27 december 2015 i Park City i Utah, var en norsk alpin skidåkare.
Eriksen vann OS-guld 1952 i Storslalom och blev den förste alpine skidåkaren utanför Alperna som vann OS-guld i alpint.
När VM arrangerades i Åre 1954 dominerade han herrtävlingarna, och tog tre guld.
Efter karriären flyttade Eriksen till USA och jobbade som skidinstruktör.
Eriksens pappa Marius Eriksen deltog i Olympiska sommarspelen 1912 som gymnast.

## Utmärkelser
- Holmenkollenmedaljen 1952[3]
- Norska sportjournalisternas statyett 1951 och 1954[4]
- Morgenbladets guldmedalj 1951[5]